# Henry Ramos Allup
Henry Lisandro Ramos Allup (Valencia, Venezuela, 17 de outubro de 1943) é o actual presidente da Assembleia Nacional de Venezuela. Nascido em Valencia, é dirigente do partido social-democrata Acção Democrática, no qual ocupa a posição de Secretário Geral eleito pela militancia do partido. Na actualidade é a máxima autoridade de seu partido ante a Mesa da Unidade Democrática, coalizão de partidos opositores ao governo do Presidente Nicolás Maduro.

## Biografia
Henry Ramos Allup nasceu o 17 de outubro de 1943 em Valencia, estado Carabobo, filho de Amanda Allup de Ramos, dona-de-casa caraqueña e Emilio Ramos Rachid, médico, ambos com ascendência libanesa. Tem uma irmã chamada Amanda Ramos de Del Nido.
Ramos Allup é advogado, foi deputado da Assembleia Legislativa do Estado Carabobo e quatro vezes deputado pelo Estado Carabobo ao Congresso da República, desempenhou-se como Sub Chefe e Chefe da Fracção Parlamentar de Acção Democrática. Seu primeiro casal foi em Valencia e contraiu segundo nupcias com Diana D'Agostino, com quem teve três filhos: Rodrigo Emilio, Ricardo Enrique e Sergio Renato.

### Carreira política
Nas eleições de 2000 resultou eleito deputado pela circunscrição caraqueña, posteriormente em sincronía com a decisão da aliança de partidos opositores não apresenta sua candidatura para a reeleição nas eleições legislativas de 2005, isto com a intenção de dar a conhecer a desconfiança que para a época existia sobre o árbitro eleitoral, Conselho Nacional Eleitoral.
Em 2008 faz que seu partido chegue à mesa da unidade, junto com outros partidos como COPEI, Primeiro Justiça, Projecto Venezuela, Aliança Bravo Povo, Um Novo Tempo e outros.
Nas Eleições Parlamentares de Venezuela de 2010 Ramos Allup é eleito deputado pela Mesa da Unidade Democrática para o Parlamento Latinoamericano, sendo juramentado em tal carrego o 7 de janeiro de 2011.
Desde agosto de 2012 é eleito vice-presidente da Internacional Socialista.

### Eleições dedezembro2015
Foi eleito deputado à Assembleia Nacional pela circunscrição número 3 do Distrito Capital para o período 2016-2021 com 139.435 votos (69,83%), o 6 de dezembro de 2015.
Foi eleito como postulado para Presidente da Assembleia Nacional o 3 de janeiro de 2016 por 62 votos de 112 da Mesa da Unidade Democrática MUD. O 5 de janeiro de 2016 foi eleito por maioria evidente como Presidente da Assembleia Nacional de Venezuela em sua sessão de instalação para o período 2016-2021.